# Sphaeronella bradfordae
Sphaeronella bradfordae is een eenoogkreeftjessoort uit de familie van de Nicothoidae. De wetenschappelijke naam van de soort is voor het eerst geldig gepubliceerd in 1983 door Boxshall & Lincoln.